# Birkenstock

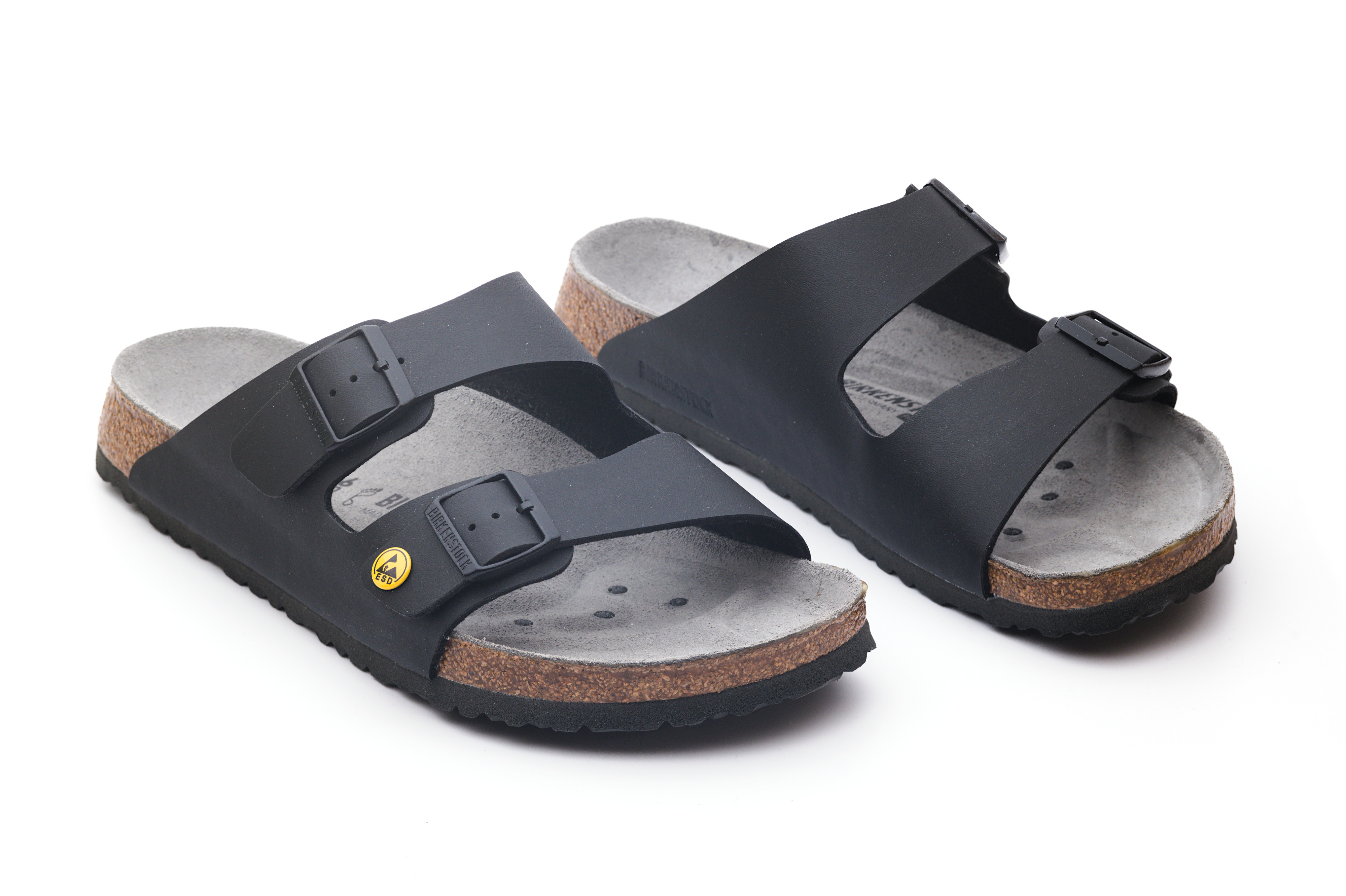
Birkenstock Arizona Sandale (schwarz, ESD-Variante)

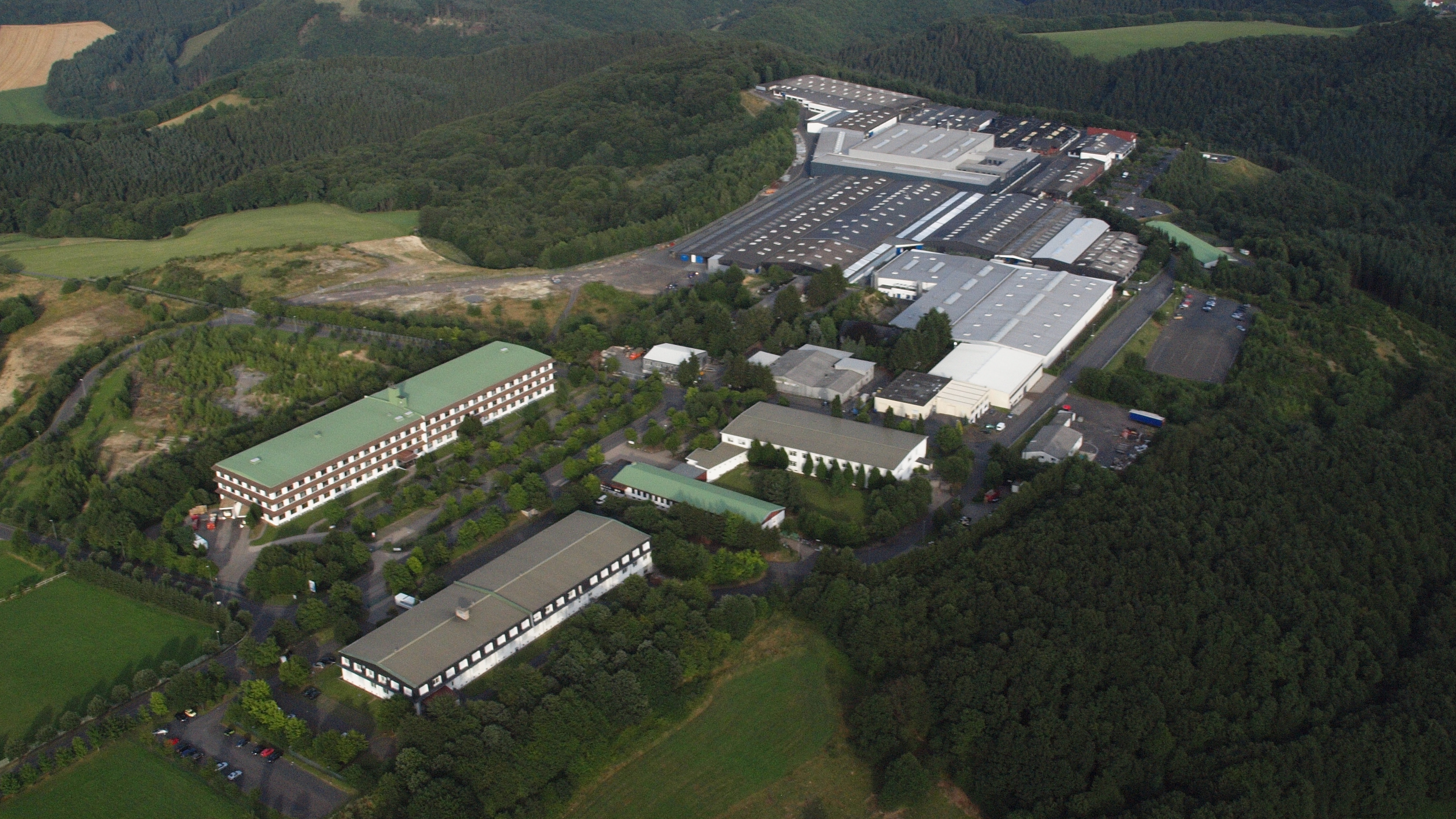
Produktionsstätte von Birkenstock in Sankt Katharinen, Luftaufnahme aus westlicher Richtung

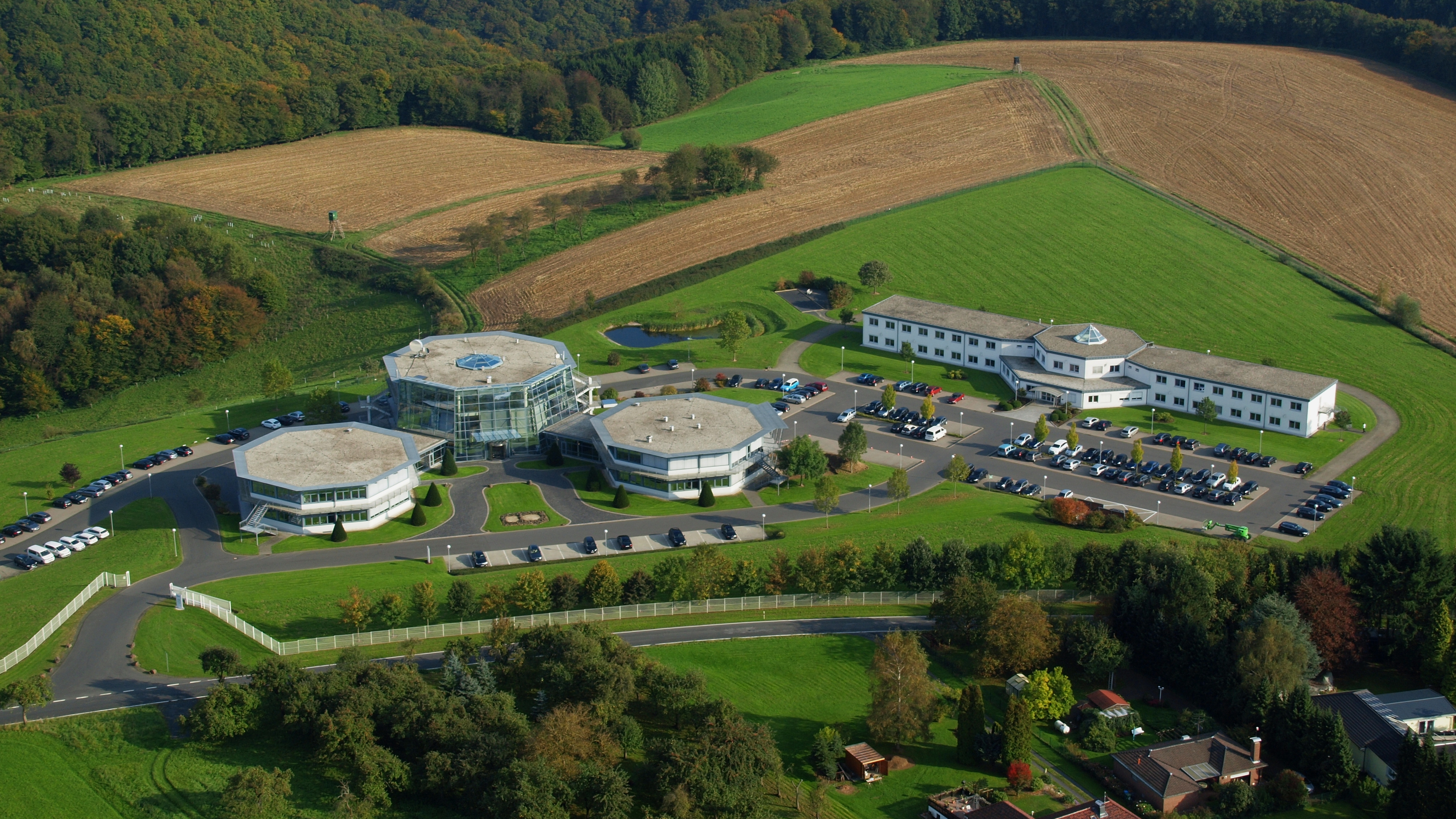
Rahms – ehemaliger Birkenstock Campus

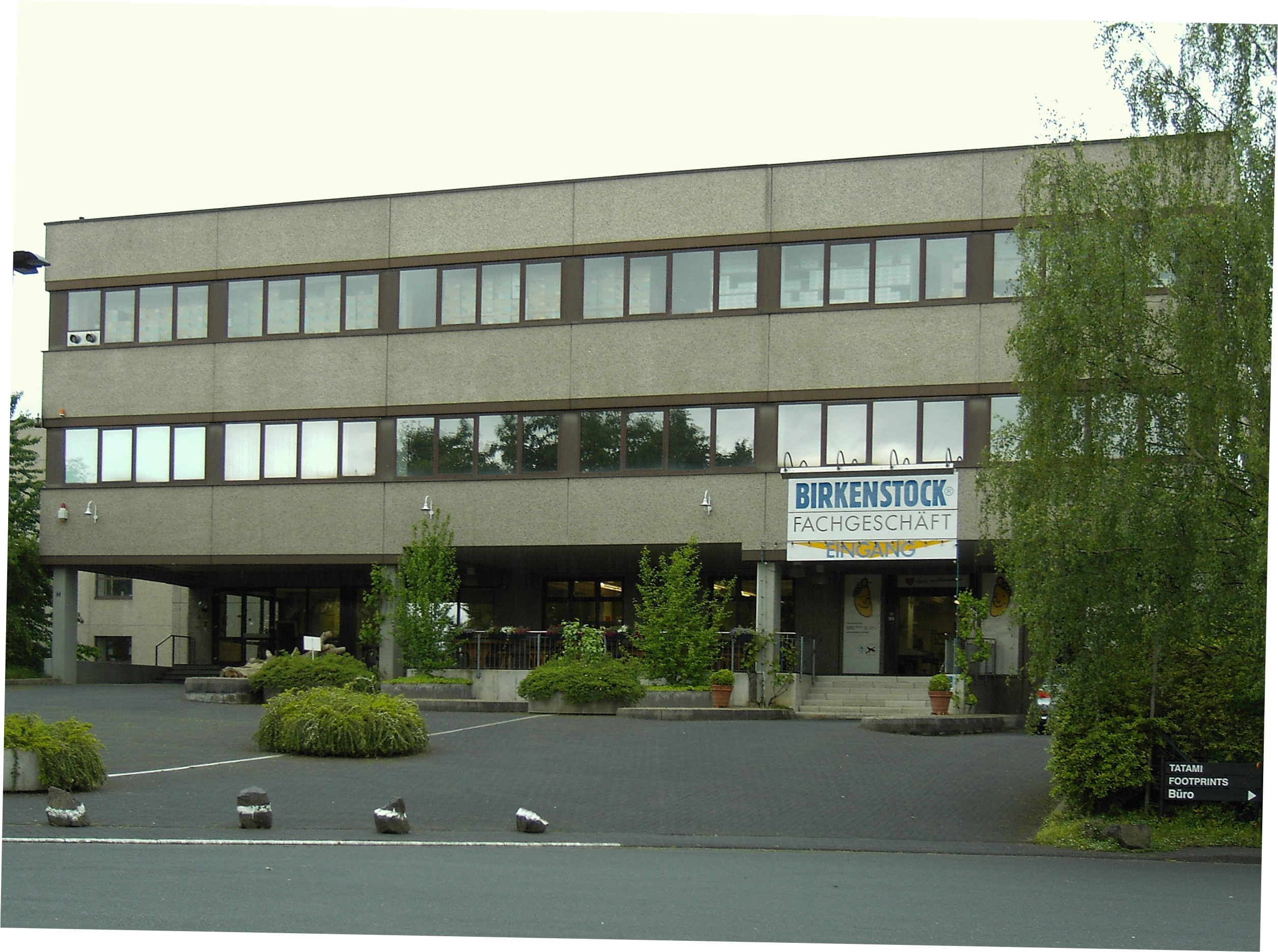
Birkenstock-Fachgeschäft in Bad Honnef, Nordrhein-Westfalen, 2006

Die Birkenstock Holding plc ist die Konzernobergesellschaft eines deutschen Schuhherstellers mit steuertaktischem Sitz in Saint Helier auf der britischen Kanalinsel Jersey und Verwaltungssitz in London. Der faktische Sitz befindet sich in Linz am Rhein.

## Geschichte

### Seit der Gründung
Die Geschichte der Schuhmacherdynastie Birkenstock lässt sich ab 1774 mit der erstmals urkundlichen Erwähnung des Schuhmachermeisters Johannes Birkenstock (1749–1812) in dem kleinen hessischen Ort Langen-Bergheim im Main-Kinzig-Kreis nachweisen. Nachdem sein jüngerer Bruder Johann Adam Birkenstock (geb. 1754) 1790 gestorben war, wuchs dessen Sohn Johannes (1790–1866) bei seinem gleichnamigen Onkel Johannes auf und wurde auch Schuhmachermeister. Konrad Birkenstock, Enkel des Firmengründers und ebenfalls Schuhmachermeister, eröffnete 1896 in Frankfurt am Main eine orthopädische Schuhmacherei und begann, Fußbetteinlagen herzustellen. 1897 gründete er die Konrad Birkenstock GmbH. 1915 kaufte Konrad Birkenstock in Friedberg (Hessen) ein Haus, in dem nun Einlagen angefertigt wurden. In Friedberg erwarb Konrad Birkenstock 1925 die Derfeltsche Seifenfabrik und vergrößerte die Produktion. Als orthopädischer Schuhmachermeister erfand Konrad Birkenstock bereits 1897 einen vollplastischen Leisten und 1902 eine vollplastische flexible Innensohle. Schuhe, die auf diesem Leisten und mit dieser Innensohle gefertigt wurden, nannte Konrad Birkenstock „Gesundheitsschuhwerk“. 1925 konnte Konrad Birkenstock für seine Einlagen das Warenzeichen „Fußbett“ eintragen lassen. Das von ihm erfundene Fußbett, das sich den Bewegungen und der Fußform des Trägers anpasst, wurde in den 1920er Jahren auch nach Österreich, Frankreich, Dänemark, die Tschechoslowakei, Italien, Luxemburg, Belgien, Norwegen, die Niederlande, Schweden und in die Schweiz geliefert.

„Wählen Sie Birkenstock's Fußbett. Seit 25 Jahren ausprobiert, ist ‚Fußbett‘ wissenschaftlich orthopädisch richtig und besteht aus einer Spezialmischung von Kork und Gummi. Die normale Form dieses metallosen ‚Fußbett‘ macht den Fuß gesund, Druckstellen auf der Einlage verlieren sich mit Besserung des Leidens meistens sehr schnell. Einlagen, die im ersten Augenblick sehr bequem sind, nützen dem Fuß nichts, weil sie den kranken, durchgetretenen Fuß nicht heben und nicht heilen.“

Die in der Werbung erwähnten Wirkversprechen sind jedoch nie nachgewiesen worden. Die Nachfolge Konrad Birkenstocks trat sein ältester Sohn Carl (1900–1982) während des Ersten Weltkriegs an. Carl entwickelte die Einlagen seines Vaters weiter und betrieb von 1923 bis 1926 in Wien ein eigenes Geschäft. 1929 gründete er gemeinsam mit seinen Brüdern Heinrich und Konrad Birkenstock jr. die Gebr. Birkenstock GmbH in Steinhude. Ab 1939 führte Carl Birkenstock das Unternehmen mit damals 13 Beschäftigten ohne seine Brüder weiter. Carl Birkenstock limitierte die Verkäufe seiner Einlagen auf Fachhändler und Schuhmacher, die einen Lehrkursus bei ihm absolvieren mussten. 

### Zeit des Nationalsozialismus
1940 trat Carl Birkenstock in die NSDAP ein. Bis 1943 verkaufte Carl noch Einlagen. Die Unternehmen der Familie Birkenstock beschäftigten während der Zeit des Nationalsozialismus keine Zwangsarbeiter oder Zwangsarbeiterinnen. Das größte Birkenstock-Unternehmen – die Gebr. Birkenstock GmbH in Steinhude – beschäftigte während der NS-Zeit 13 Personen, davon waren sechs zur Wehrmacht eingezogen. Auch wenn Carl Birkenstock zeitweise versuchte, Einlagen an die Wehrmacht zu verkaufen, kam es zu keinen Lieferverträgen zwischen Birkenstock und der Wehrmacht, der NSDAP oder ihren Organisationen. Die Verkäufe während der Zeit des Nationalsozialismus erfolgten an Privatpersonen. Birkenstock ließ keine Materialien oder Einlagen auf der Schuhprüfstrecke des Konzentrationslagers Sachsenhausen prüfen. Birkenstock profitierte auch nicht vom als Arisierung bezeichneten Raub.

### Nach 1945 – die Birkenstock-Fußbett-Sandale
Carl Birkenstock führte am neuen Sitz in Bad Honnef bei Bonn nach 1945 die Idee eines bereits von ihm handgefertigten Schuhs weiter. 1954 trat Carls einziger Sohn, Karl, in das Unternehmen des Vaters ein. Dem jungen Karl Birkenstock gelang es 1962 mit der Erfindung einer standardisierten, fest verbauten anatomisch geformten Einlage seine Schuhe massenproduzierbar zu machen. 1963 brachte Karl Birkenstock das erste Modell der Original Birkenstock-Fußbett-Sandale und 1979 wenig verändert das Modell „Madrid“ auf den Markt und legte damit den Grundstein für die Expansion des Unternehmens seit den 1970er Jahren.
Die rasche Erweiterung des Modellangebotes um andere Sandalen-Oberteile auf dem Grundtyp des Birkenstock-Fußbetts mit Gummilaufsohle stieß zunächst kaum auf Resonanz. Die Birkenstock Orthopädie GmbH, wie das Unternehmen mittlerweile hieß, führten Karl und seine Frau Gisela gemeinsam. 1970 beschäftigte das Unternehmen 57 Mitarbeitende.
Schon Ende der 1960er Jahre entdeckte auch die Hippiebewegung in den USA die Sandalen, dort auch „Birks“ genannt. Durch die Deutschamerikanerin Margot Fraser wurde der Vertrieb ab 1966 aus kleinen Anfängen in Kalifornien aufgebaut. Den Vertrieb aus Bio-Supermärkten heraus setzte Fraser erfolgreich in den 1970er Jahren fort und expandierte mit ihrem Unternehmen, der Footprint Inc., das spätere Unternehmen Birkenstock USA, auf dem seit den 1980er Jahren größten Markt für Birkenstock. In Deutschland wurden Birkenstocksandalen in den 1980er Jahren populär, zunächst seit den 1960er Jahren in Pflegeberufen und in der Alternativ- und Friedensbewegung, dann auch in bürgerlichen Haushalten als Haus- und Freizeitschuhe. Auch produktseitig entwickelte sich Birkenstock weiter: 1973 kam die Sandale „Arizona“ auf den Markt, 1976 das Modell „Boston“. Beide Schuhe gehören bis heute zu den Birkenstock-Klassikern. 1983 brachte Birkenstock seine erste Zehenstegsandale, u. a. das Modell „Gizeh“, heraus.

### Restrukturierung 2013 und Zusammenarbeit mit internationalen Modemarken
2013 erfolgte eine grundlegende Restrukturierung des Unternehmens, das seit den 1990er Jahren aus 38 einzelnen Unternehmen bestand, hin zu einer einheitlichen Unternehmensgruppe, der Birkenstock Group. Die Birkenstock GmbH & Co. KG hielt 100 % der Geschäftsanteile der Birkenstock Sales GmbH (hervorgegangen aus der Birkenstock Orthopädie GmbH & Co. KG und aus deren Komplementär-GmbH) und der Birkenstock Productions GmbH, die wiederum aus einem Teil der Produktionsgesellschaften entstanden ist. Weiterhin unterhält die Birkenstock GmbH & Co. KG zwei Niederlassungen, die Birkenstock GmbH & Co. KG Services und die Birkenstock GmbH & Co. KG Fachgeschäfte. Die Gruppe vereint diese Unternehmen in drei Geschäftsbereichen: Produktion, Vertrieb und Services. Die Führung der Gruppe übernahm erstmals ein Führungsteam, das nicht aus dem Kreis der Familie Birkenstock stammte.
Die Marken Alpro, Betula, Birki, Footprints, Papillio und Tatami wurden im Zuge der Restrukturierung eingestellt.
Sitz war ab den 1990er Jahren Vettelschoß im nördlichen Rheinland-Pfalz nahe Bad Honnef. Von 2014 bis 2020 wurde die Verwaltung an den rund 10 km südlich gelegenen Standort Rahms in Neustadt (Wied) auf den Birkenstock-Campus verlegt. Der Standort wurde 2020 aufgegeben. Fast die Hälfte aller Arbeitsplätze wurde in den Rheinauhafen in Köln verlegt, der Verwaltungssitz befindet sich seitdem auf der Burg Ockenfels in Linz am Rhein. Die Produktionsbetriebe befinden sich in Sankt Katharinen (Rheinland-Pfalz), Bernstadt (Sachsen), Görlitz (Sachsen) und Steinau-Uerzell (Hessen). Seit September 2023 wird zudem in Pasewalk (Mecklenburg-Vorpommern) produziert. Das Logistikzentrum liegt in Vettelschoß (Rheinland-Pfalz).

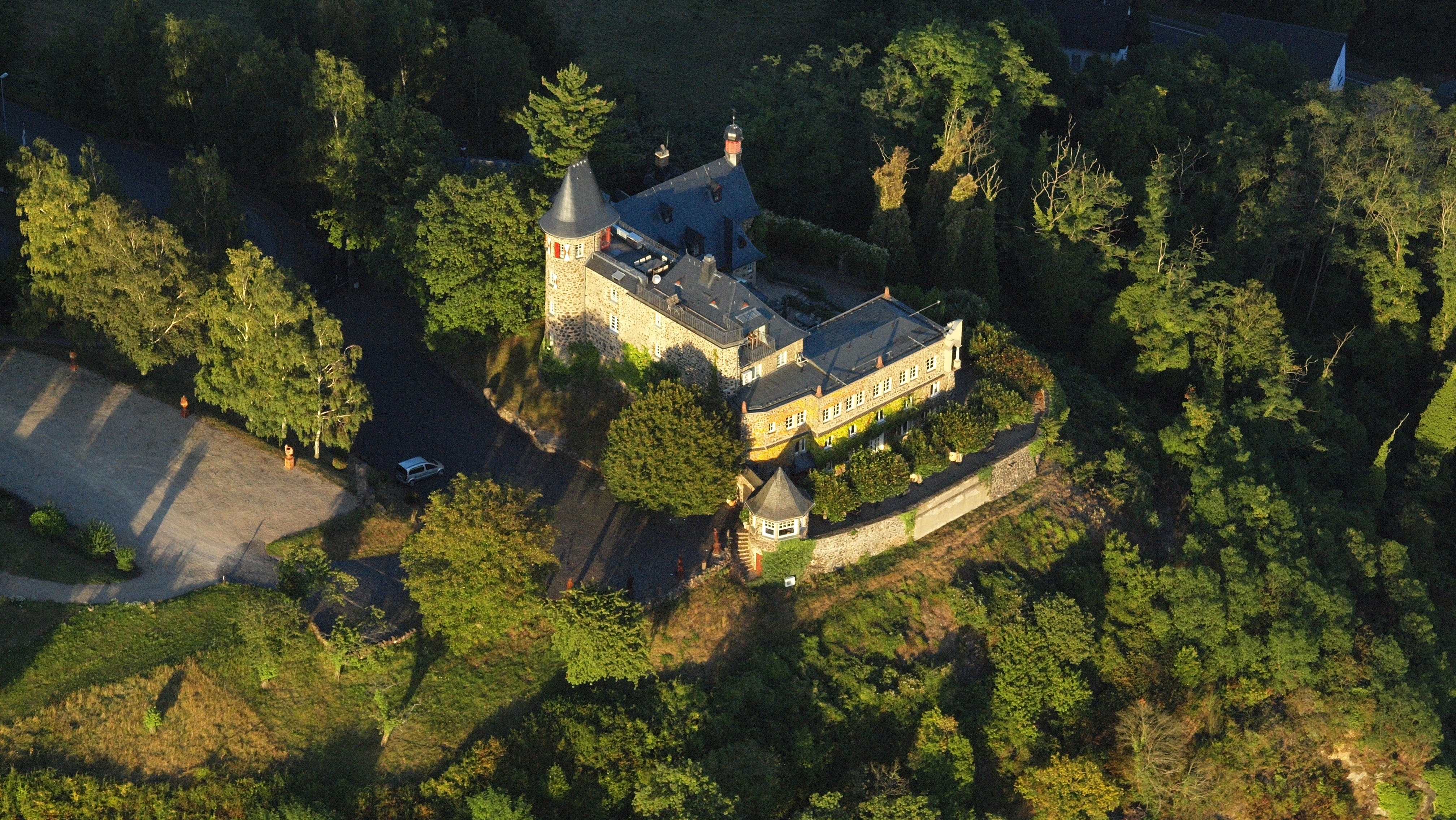
Burg Ockenfels

Seit Anfang der 2000er Jahre bestehen gezielte Kooperationen mit internationalen Modemarken, die dem gewohnten Markenbild der bequemen Hippiesandale nicht entsprachen oder diesem Image sogar diametral gegenüberstehen. 2003 kooperierte Birkenstock mit Heidi Klum. 2012 schickte die damalige Kreativdirektorin von Céline, Phoebe Philo, Models mit Sandalen, die den Birkenstock-Arizonas nachempfunden waren, über den Laufsteg. So produzierte der Hersteller eine Linie exklusiv für Valentino Garavani und gewann die Schauspielerin Frances McDormand als Markenbotschafterin, die während der Oscarverleihung 2019 mit einem eigens angefertigten Paar auf die Bühne ging. Darüber hinaus kooperierte das Unternehmen 2018 mit der Königlichen Porzellan-Manufaktur in Berlin, 2022 mit Dior und Designer Manolo Blahnik. 2019 etablierte Birkenstock in Paris das hauseigene Kreativ-Team „1774“, das seither auch für die Kooperationen mit Marken und Designern zuständig ist. Birkenstocksandalen wurden als Produktplatzierung mehrmals im Film Barbie gezeigt.

### Unternehmensübernahme und Börsengang
Im Februar 2021 erfolgte der Verkauf der Mehrheit der Kapitalanteile von Birkenstock aus Familienhand an die amerikanisch-französische Beteiligungsgesellschaft L Catterton, hinter der unter anderem der französische Luxusgüterkonzern LVMH und dessen Hauptaktionär Bernard Arnault stehen. 2023 entschied die Beteiligungsgesellschaft, Birkenstock an die Börse New York Stock Exchange zu bringen; als erster Handelstag wurde der 11. Oktober 2023 festgesetzt. Das Unternehmen wurde im Vorfeld der geplanten Börsennotierung mit 4 Milliarden Euro bewertet; die Aktiennotierung brach aber am ersten Handelstag um fast 13 Prozent unter den Ausgabepreis ein.
An die Börse ging die Obergesellschaft der Unternehmensgruppe, die Birkenstock Holding plc, eine Kapitalgesellschaft nach englischem Recht (ISIN JE00BS44BN30). Diese ist rechtlich in Saint Helier auf der britischen Kanalinsel Jersey ansässig und hat ihren Verwaltungssitz in London.

## Kontroversen

### Konflikte um Arbeitnehmervertretungen
Der Konzern ist mehrfach durch Widerstand gegen unabhängige Betriebsräte in Erscheinung getreten. Zum Teil führten diese Bestrebungen zu Gerichtsverfahren und Verurteilungen der Geschäftsleitung. 1993 wurde für die Birko Schuhtechnik GmbH im Werk in Sankt Katharinen der erste Betriebsrat installiert. Mit dem Aufbau dieses gewerkschaftsnahen Betriebsrats in dem mittlerweile auf 700 Beschäftigte angewachsenen Stammwerk kam es zu starken Auseinandersetzungen zwischen der Eigentümerfamilie, den Betriebsratsangehörigen sowie der Gewerkschaft Holz und Kunststoff. Diese hatte sich zuvor aktiv darum bemüht, die Vertretungsberechtigung von der bisher zuständigen Gewerkschaft Leder zu übernehmen, die aber in Gewerkschaftskreisen als zu arbeitnehmerfreundlich galt. Ziel der Gewerkschaft war es, den bisher gültigen Haustarif zu verbessern und das von Birkenstock entwickelte Prämiensystem für die Arbeitsgruppen abzuschaffen. In der Folge kam es zu teilweise heftigen Auseinandersetzungen zwischen Teilen der Geschäftsleitung und den Arbeitnehmervertretern, die Birkenstock mit der Restrukturierung der Unternehmensgruppe beantwortete. 
In den Folgejahren beherrschten Presseberichte über gegenseitige Vorwürfe das öffentliche Bild Birkenstocks. Während sich gewerkschaftsnahe Mitarbeiter, die in die neu gegründete Firma DeP GmbH versetzt wurden, über die dortigen Arbeitsverhältnisse beschwerten, warf die Firmenleitung dem Betriebsrat in St. Katharinen das Schüren einer Hasskampagne vor. Mitarbeiter der Firma DeP berichteten über verschiedene Schikanen wie abgestellte Heizung oder Kontrollen durch Sicherheitsmitarbeiter. In der Folge entwickelte sich die Betriebsratsauseinandersetzung zu einem regelrechten Medienphänomen. Mehrere Schlichtungsversuche des rheinland-pfälzischen CDU-Bundestagsabgeordneten Ulrich Schmalz scheiterten noch im Januar 1994, auch Interventionen des damaligen Arbeitsministers Norbert Blüm im Jahr 1995 blieben fruchtlos. Anfang 1997 einigten sich Geschäftsführung, Gewerkschaft und Mitarbeiter auf eine Schließung der Firma DeP und einen Sozialplan über rund 1,8 Millionen Deutsche Mark sowie die Zulassung von gewerkschaftsnahen Betriebsräten in ihren Zweigbetrieben. Anfang März 2019 wurde auch am größten Birkenstock-Standort in Görlitz ein Betriebsrat gewählt.
Bis ins Jahr 2012 hat Birkenstock Frauen in der Produktion einen Euro pro Stunde weniger bezahlt als Männern – bei gleicher Tätigkeit und Qualifikation. Auch Sonderzahlungen wie Weihnachts- und Urlaubsgeld waren niedriger. Das Arbeitsgericht urteilte, dass die Ungleichbehandlung nicht gerechtfertigt sei. Nach dem Wechsel in den Gesellschafterstrukturen 2013 wurde diese Ungleichbehandlung aufgehoben und teilweise durch Lohnrückzahlungen sowie Entschädigungen kompensiert.

### Konflikte um Nachahmungen
Mit der Begründung, dass Amazon auf Amazon Marketplace nicht energisch genug gegen den Handel mit Produktfälschungen von Birkenstock vorgehe, kündigte Birkenstock im Dezember 2017 an, ab 1. Januar 2018 Amazon nicht mehr zu beliefern. „Wir brauchen Amazon nicht. […] Wir glauben, dass diese Art des Vertriebs mehr zerstört als fördert. […] Amazon behandelt alle schlecht“, sagte der Geschäftsführer Oliver Reichert in einem Interview. Im September 2023 war die Marke Birkenstock auf Amazon wieder vertreten.
Birkenstock wehrte sich in einem Rechtsstreit vor dem Landgericht Köln vergeblich gegen die Nachahmung von Schuhen. Das Gericht vertrat 2018 die Auffassung, Birkenstock habe Nachahmer zu lange geduldet. Die wettbewerbsrechtliche Eigenart der Schuhmodelle sei im Laufe der Zeit verwässert worden. Im Jahr 2023 klagte Birkenstock erneut gegen Konkurrenten, diesmal unter Berufung auf die urheberrechtliche Schutzfähigkeit der angewandten Kunst. Nachdem das Landgericht Köln Birkenstock noch Recht gegeben hatte, sah das Oberlandesgericht Köln in der Berufungsinstanz die für einen derartigen Schutz erforderliche Schöpfungshöhe nicht als gegeben an. Der Bundesgerichtshof bestätigte das Urteil in einer im Februar 2025 ergangenen Entscheidung.